# Thirty Flights of Loving
Thirty Flights of Loving è un videogioco d'avventura del 2012, sviluppato da Blendo Games e pubblicato da Idle Thumbs per Microsoft Windows e macOS. Il videogioco è stato distribuito nell'agosto 2012 per Microsoft Windows e nel novembre 2012 per macOS e utilizza una versione modificata del motore grafico id Tech 2, originariamente utilizzato nel videogioco Quake 2. La musica è composta da Chris Remo, membro di Idle Thumbs. Thirty Flights of Loving segue la storia di tre rapinatori che si preparano per una rapina a mano armata e le conseguenze della rapina. Il gioco è un sequel del videogioco Gravity Bone del 2008 e presenta lo stesso personaggio principale, una spia senza nome. È stato sviluppato grazie al successo della campagna Kickstarter, sviluppata da Idle Thumbs, ed è distribuito, all'interno del gioco, insieme ad una copia gratuita del suo predecessore. Nel 2016 è stato rilasciato un altro sequel del gioco, Quadrilateral Cowboy.

## Sviluppo

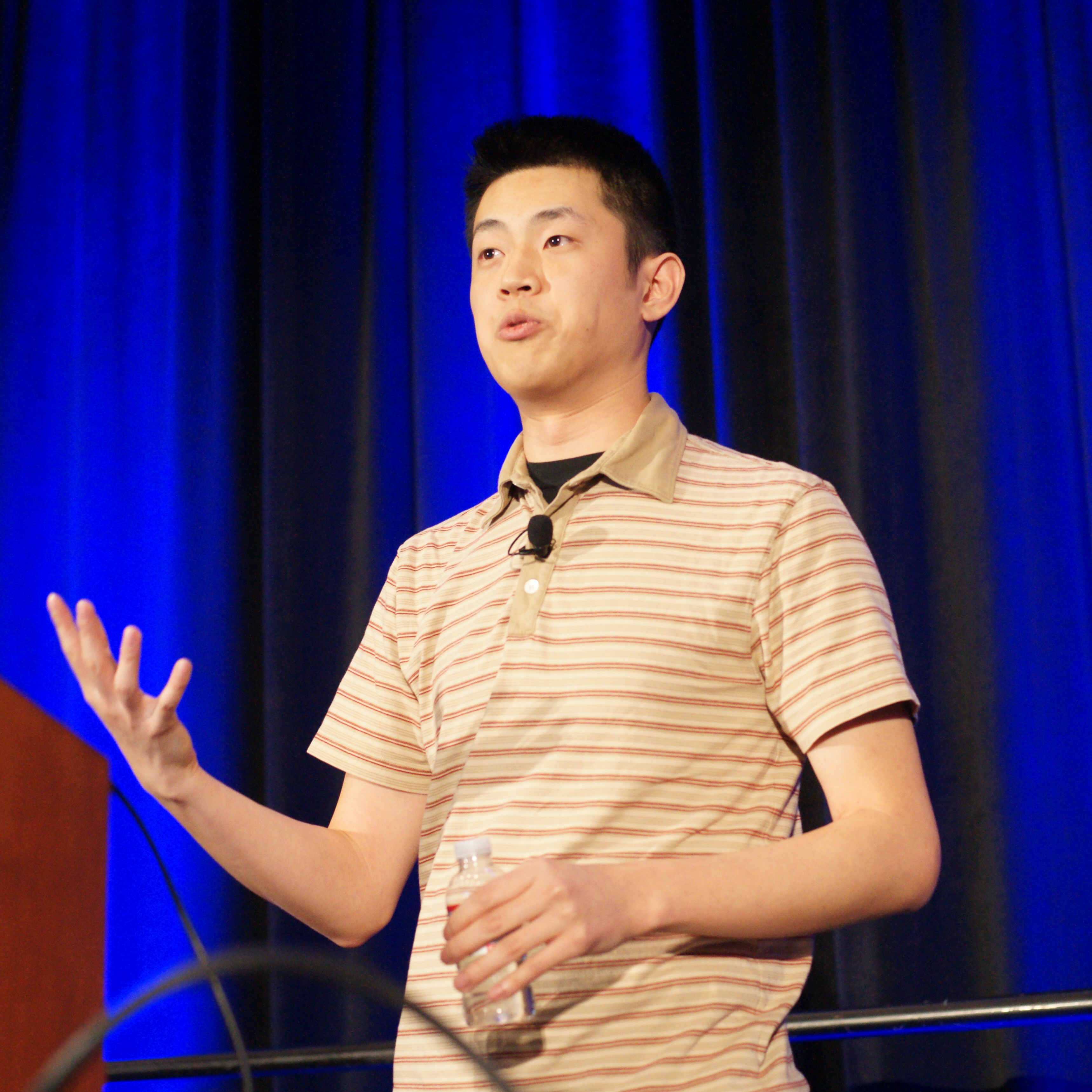
Brendon Chung, lo sviluppatore del gioco.

Thirty Flights of Loving è stato ideato e pubblicato da Idle Thumbs ed è stato sviluppato da Brendon Chung sotto il nome del suo studio indipendente, Blendo Games. Il gioco è stato creato utilizzando una versione modificata di KMQuake II, un port di id Tech 2 della id Software, conosciuto per essere anche il principale motore grafico di Quake 2. Thirty Flights of Loving è stato sviluppato insieme ad un componente aggiuntivo, potenziale per il gameplay, denominato Lazarus che è stato sviluppato da David Hyde e Mad Dog. Il codice sorgente di Thirty Flights of Loving è stato rilasciato durante la versione 2 della GNU General Public License, rendendolo un software totalmente gratuito.

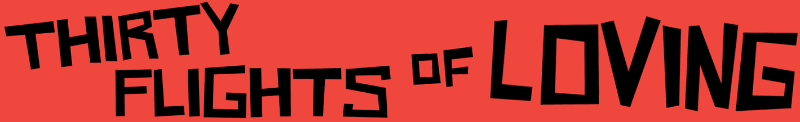
Logo del gioco

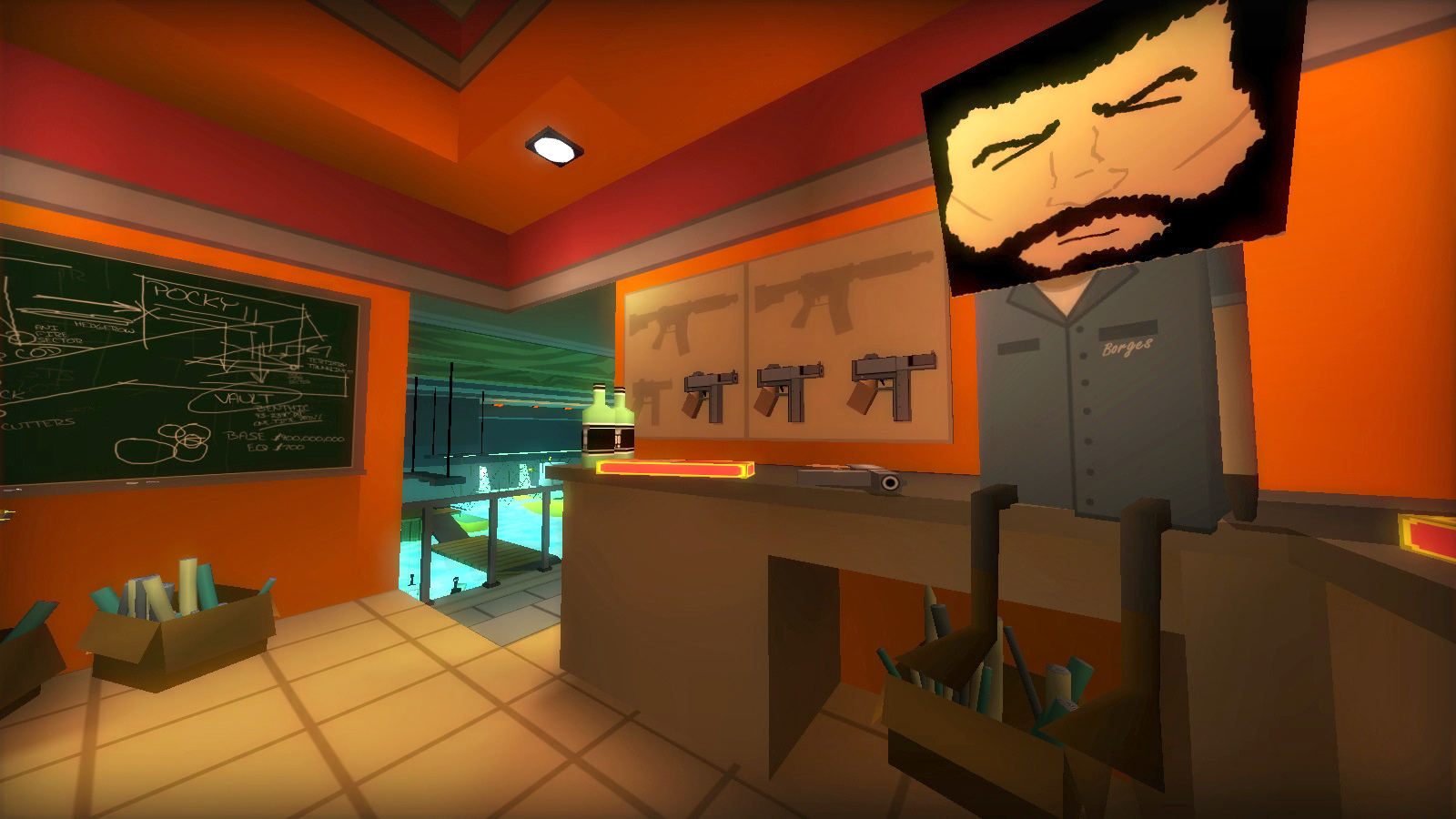
Immagine del gioco.

Il gioco è stato inizialmente concepito come prototipo di Gravity Bone ed è stato scartato perché era "troppo pesante per il dialogo". Tuttavia, Chung ha rianimato l'idea dopo essere stato contattato da Idle Thumbs che aveva aperto una campagna Kickstarter per permettere lo sviluppo del gioco. Lo sviluppo del gioco è stato completata in tre mesi, ma sono stati spesi molti altri mesi per perfezionare il gioco e correggere i vari bug del software. Chung, a differenza di Gravity Bone, ha utilizzato molte più risorse grafiche, insieme ad una serie diversificata di strumenti per creare gli elementi del gioco. Il principale software alla base della creazione dei modelli è Blender, mentre Audacity e Adobe Photoshop sono stati utilizzati per il lavoro di audio e texture. Un altro strumento, GtkRadiant, è stato utilizzato per creare i livelli del gioco. 
Chung ha sviluppato l'ambiente di Thirty Flights of Loving in base all'obiettivo e alla natura criminale del gruppo. Evitò intenzionalmente l'uso dei voice-over e decise di modellare l'ambiente in modo tale da collegare "la conoscenza del giocatore alla conoscenza del personaggio del giocatore". I personaggi Anita e Borges dovevano essere introdotti tramite un dialogo, ma questo fu successivamente rimosso. Tuttavia, i montaggi furono aggiunti in seguito dopo che i membri di Idle Thumbs hanno espresso preoccupazione sul fatto che le relazioni dei personaggi non erano molto chiare. Nel gioco, Chung ha incluso un sistema per automatizzare i personaggi non giocanti e per sostituire il processo di scripting manuale per ogni personaggio del gioco. Ha affermato inoltre che il software diventa "occasionalmente difettoso e si comporta male intorno alle scale". Questo codice di automazione è stato originariamente sviluppato per il prototipo di un altro gioco.
In Thirty Flights of Loving è stato implementato un simulatore in prima persona che doveva attivarsi quando dei personaggi stavano mangiando durante la sequenza finale. Tuttavia, l'idea è stata scartata e sostituita con un giro in moto. La scena dello scontro a fuoco raffigurato nel gioco avrebbe dovuto avere un "ritmo musicale", ispirato ai film Koyaanisqatsi e Baraka. L'ultimo livello del gioco è stato modellato secondo la base del Museo nazionale di storia naturale di Francia. Chung ha spiegato che quando sviluppava i livelli, passava prima del tempo a cercare e "imparare come funzionavano le cose". Thirty Flights of Loving è il settimo gioco Citizen Abel, sviluppato da Chung. I primi due giochi sono stati codificati nel 1999, mentre i tre successivi sono stati scritti tra il 2000 e il 2004. Il sesto è Gravity Bone, suo predecessore.
Il gioco include vari riferimenti e easter eggs come in Gravity Bone. Tra i film citati ci sono I tre giorni del Condor e La conversazione, tra i registi citati ci sono Steven Soderbergh e Quentin Tarantino, tra altri videogiochi ci sono citazioni di Zork e Saints Row: The Third e tra le serie animate citate ci sono Animaniacs e TaleSpin. A differenza della maggior parte dei precedenti giochi di Chung, Thirty Flights of Loving non è stato influenzato da alcun tipo di musica precedentemente utilizzata. La musica, infatti, è composta da Chris Remo di Idle Thumbs, mentre l'audio occasionale è stato fornito da Jared Emerson-Johnson e A.J. LoCascio.

## Modalità di gioco
Thirty Flights of Loving è un piccolo videogioco d'avventura in prima persona della durata media di circa 15 minuti. Il giocatore controlla il personaggio principale, una spia senza nome che partecipa a un'operazione di contrabbando con alcolizzati. Il giocatore lavora insieme a Anita, un'esperta di demolizioni, e Borges, un falsario. Il gioco segue il gruppo mentre si prepara per una rapina e ne sperimentano le conseguenze. La rapina è stata omessa dal gioco, anche se è stato rivelato che è andata sicuramente storta.
Thirty Flights of Loving utilizza lo stesso stile a blocchi di Gravity Bone. Qui, il giocatore e Borges sono nel loro nascondiglio e pianificano il colpo.
A differenza di Gravity Bone, questo gioco utilizza uno storytelling non lineare, costringendo il giocatore a ricostruire la narrazione. Durante il gameplay, gli obiettivi e la guida vengono forniti attraverso le interazioni del giocatore con gli oggetti. Il giocatore ha scarso controllo sulle meccaniche di gioco ed è solo in grado di muoversi liberamente e raccogliere gli oggetti necessari per progredire. Diverse azioni opzionali come bere alcolici, sono disponibili in diverse fasi del gioco.
Thirty Flights of Loving inizia con il giocatore che cammina attraverso un piccolo corridoio dove sono spiegati gli elementi principali di gioco come il movimento e i tasti. Dopo aver attraversato un bar e diversi altri corridoi, vengono introdotti Anita e Borges. Tutti e tre i personaggi quindi escono dal piano. Più tardi c'è una scena in cui Anita e Borges giacciono per terra, gravemente feriti, in una stanza piena di casse. Il giocatore allora solleva Borges e lo porta fuori in quello che sembra essere un aeroporto. Il giocatore viene quindi portato in una stanza buia con Anita seduta su una sedia, sbucciata e che mangia delle arance. Dopo aver camminato attraverso un altro corridoio, Anita, Borges e il giocatore si uniscono a un matrimonio.
Anita e il giocatore si ubriacano su un tavolo mentre gli altri personaggi iniziano a ballare. Quindi il giocatore viene portato di nuovo nella stanza in cui Anita stava sbucciando le arance, e poi di nuovo nella stanza in cui lei e Borges stavano giacendo. Il giocatore quindi lascia l'aeroporto portando Borges su un carrello per valigie. I due arrivano in un piccolo posto dove si svolge una sparatoria, seguita dalla sequenza di giro in moto che termina con un incidente che porta il giocatore in un museo. In questa zona, ci sono diverse targhe che mostrano il nome e i crediti del gioco. Il giocatore abbandona l'area e ne entra in una nuova in cui viene spiegato il principio di Bernoulli. Quindi, il giocatore viene nuovamente spostato nella sequenza del giro in moto, dove termina il gioco.